# Jorn Salverda
Jorn Salverda, född 18 augusti 1997, är en nederländsk roddare.

## Karriär
Vid EM 2025 i Plovdiv var Salverda en del av Nederländernas lag som tog silver i åtta med styrman.